# Gymnète

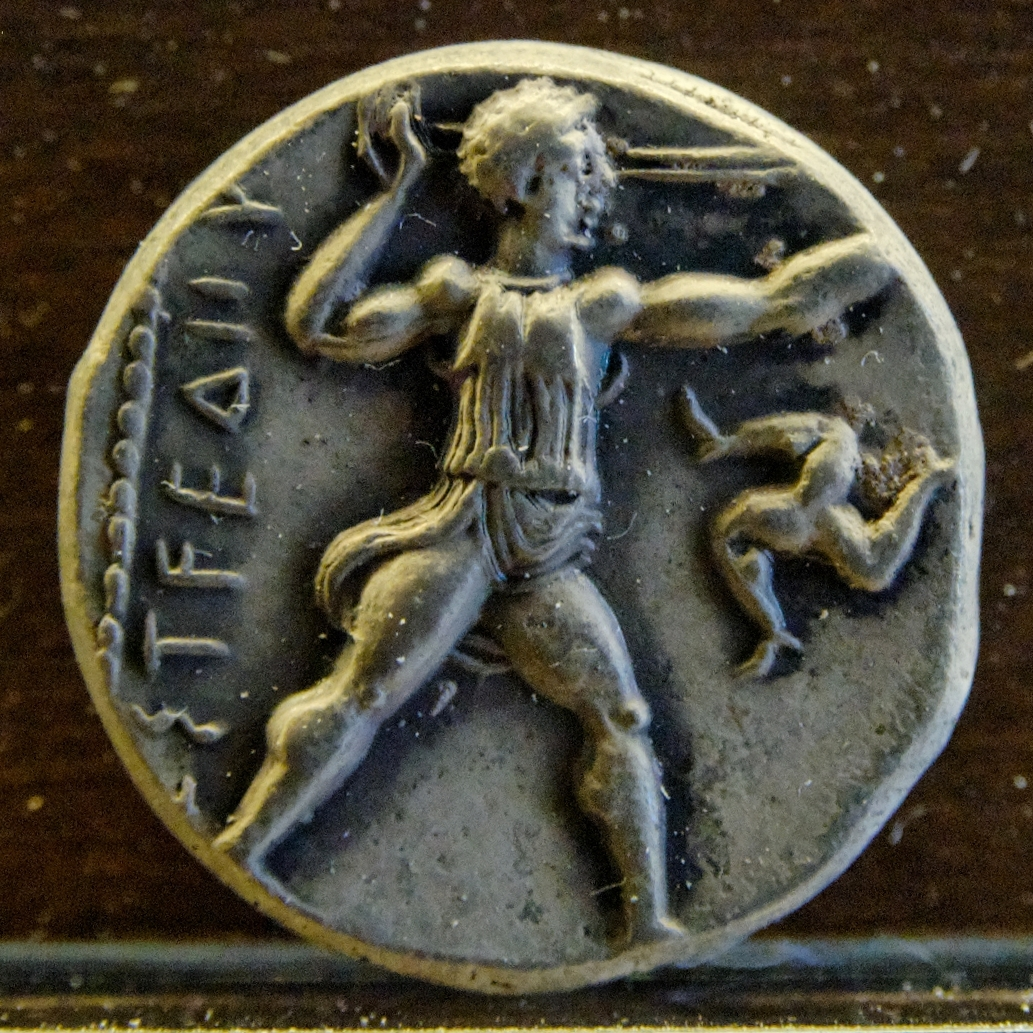
Frondeur sur un statère provenant de Pamphylie.

Le gymnète (en grec ancien υμνίτης / gumnitès, de γυμνός / gumnós signifiant « nu ») est un fantassin léger de la Grèce antique. 

## Caractéristiques
Issu des classes pauvres, le gymnète ne porte pas d'armure, mais seulement un chiton, son nom signifiant « nu ». Il n'est armé que d'un arc, d'une fronde ou de javelots. Il peut aussi disposer d'une épée courte (machaira) ou d'un gourdin.

## Historique

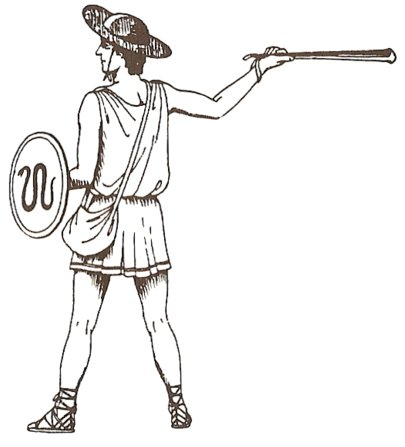
Représentation datée de 1904 d'un frondeur grec lors des guerres médiques.

À Sparte, ces combattants sont issus des hilotes. Les gymnètes ouvrent le combat par des tirs de projectiles, avant de se retirer derrière la phalange d'hoplites, qui constituent le cœur de l'armée et décident de l'issue des batailles rangées. Les gymnètes excellent plutôt dans les embuscades, car par rapport aux hoplites lourdement équipés, leurs mouvements sont plus libres et lestes. Les vélites de l'armée romaine tiennent par la suite le même rôle. 
Longtemps méprisés, les gymnètes et leurs collègues les peltastes acquirent une importance croissante à la suite de la deuxième guerre médique. À l'époque de la guerre du Péloponnèse, les fantassins légers se sont considérablement développés et diversifiés. Les meilleurs sont alors des mercenaires réputés qui constituent un atout considérable dans la bataille. Les peltastes étant spécialistes du javelot, les gymnètes sont désormais surtout des archers et des frondeurs.